# اکسایش کالینز
اکسایش کالینز(به انگلیسی: Collins oxidation) یک واکنش آلی برای اکسایش الکل‌های نوع اول به آلدهیدها است. این واکنش به واسطه استفاده از واکنشگر کالینز، که کمپلکسی از کروم (VI) اکسید با پیریدین در دی‌کلرومتان است، از سایر اکسایش‌های بر پایه کروم اکسید متمایز می‌شود.

## واکنش‌های اکسایش مرتبط
از کروم اکسیدهای متعددی برای اکسایش‌های مرتبط استفاده می‌شود. از جمله می‌توان به اکسایش جونز و اکسایش سارت اشاره کرد.